# Tom Derache
Tom Derache (Lilla, 29 gennaio 1999) è un pistard francese. , Attivo come Elite/Under-23 dal 2018.

## Palmarès
- 2019

Grand Prix Prostějov, Velocità (Prostějov)
- 2021

2ª prova Coppa delle Nazioni, Keirin (San Pietroburgo)
Campionati francesi, Keirin
Campionati francesi, Velocità
- 2022

Fenioux Piste International, Keirin (Lione)

## Piazzamenti

### Competizioni mondiali
- Campionati del mondo su pista

Montichiari 2017 - Velocità a squadre Junior: 6º
Montichiari 2017 - Keirin Junior: 4º
Saint-Quentin-en-Yvelines 2022 - Velocità: 28º

### Competizioni europee
- Campionati europei su pista

Anadia 2017 - Velocità a squadre Junior: 4º
Anadia 2017 - Keirin Junior: 7º
Gand 2019 - Chilometro a cronometro Under-23: 8º
Fiorenzuola d'Arda 2020 - Velocità a squadre Under-23: 5º
Fiorenzuola d'Arda 2020 - Velocità Under-23: 6º
Apeldoorn 2021 - Chilometro a cronometro Under-23: 4º
Apeldoorn 2021 - Velocità Under-23: 2º
Apeldoorn 2021 - Keirin Under-23: 3º
Grenchen 2021 - Velocità: 5º
Grenchen 2021 - Keirin: 2º
Grenchen 2023 - Keirin: 6º
Heusden-Zolder 2025 - Keirin: 3º